# Südlicher Großflugbeutler
Der Südliche Großflugbeutler (Petauroides volans) ist ein Säugetier aus der Familie der Ringbeutler (Pseudocheiridae), das mit zwei Unterarten im Osten Australiens vorkommt. Die Nominatform, Petauroides volans volans, kommt von Bundaberg im südöstlichen Queensland bis Port Macquarie in New South Wales vor, Petauroides volans incanus lebt vom Hunter Valley in New South Wales bis ins östliche Victoria. Zwei weitere Riesengleitbeutler galten ursprünglich als Unterarten von Petauroides volans, werden aber im 2015 erschienen Beuteltierband des Handbook of the Mammals of the World, einem Standardwerk der Mammalogie, als eigenständige Arten geführt (Mittlerer Großflugbeutler und Nördlicher Großflugbeutler).

## Merkmale

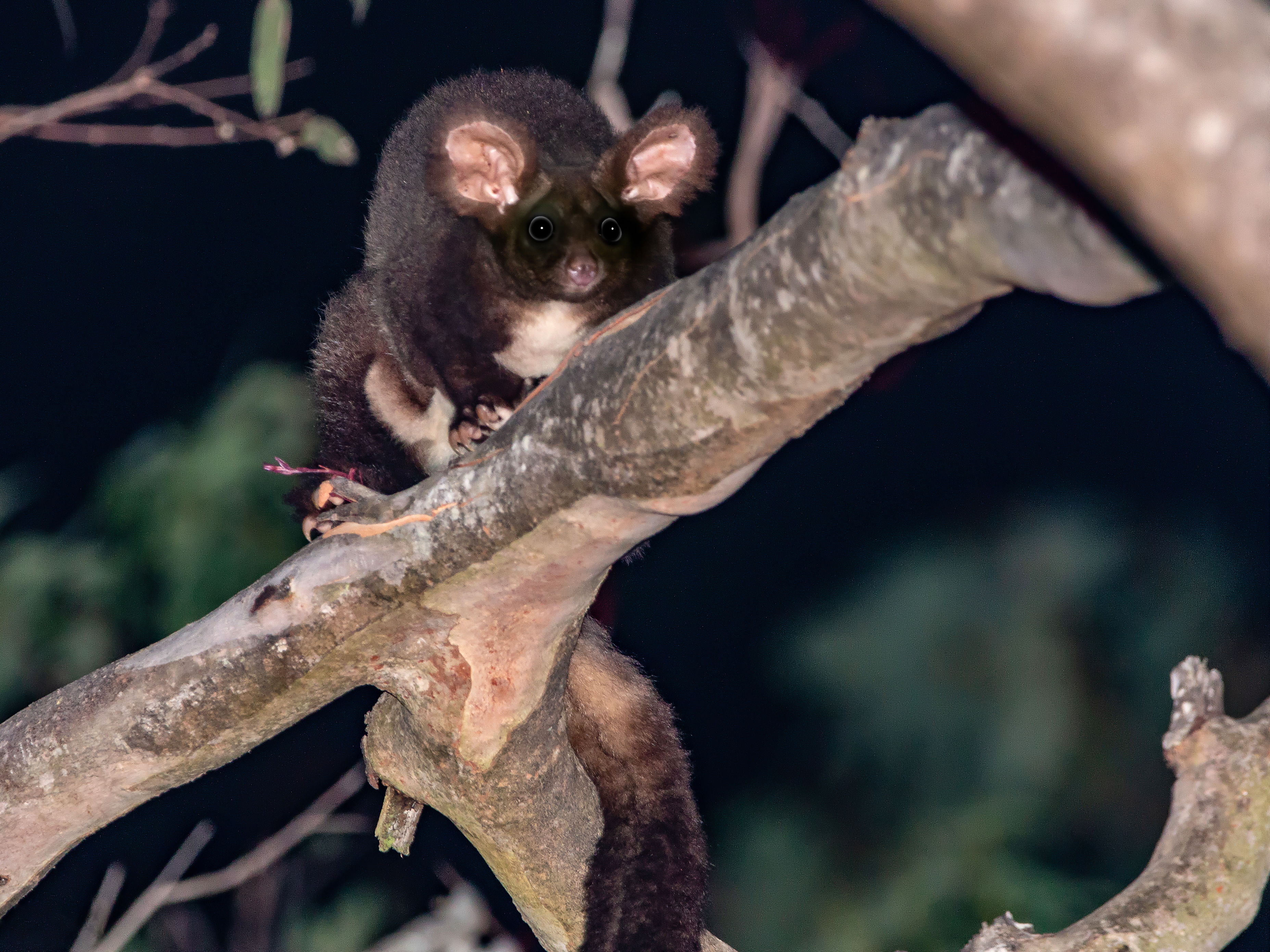
Südlicher Großflügelbeutler

Die Tiere erreichen eine Kopfrumpflänge von 35 bis 45 cm, haben einen 45 bis 60 cm langen Schwanz und wiegen 900 bis 1700 g. Damit ist der Südliche Großflugbeutler sowohl größte Art der Riesengleitbeutler als auch die größte zum Gleitflug fähige Beuteltierart. Wie die zwei anderen Arten der Riesengleitbeutler besitzt die Art Gleitmembranen, die vom Ellbogen bis zur Ferse reichen und den Tieren einen Gleitflug ermöglichen. Der Kopf ist kurz, die Schnauze ist zugespitzt. Die großen, ovalen Ohren sind außen behaart, die Innenseite ist unbehaart. Der Schwanz ist buschig und deutlich länger als Kopf und Rumpf zusammen. Er hat an der Unterseite der Spitze einen kurzen, haarlosen Bereich. Das Fell ist dicht und zottelig und bei P. volans volans normalerweise dunkelbraun oder grau gefärbt, insgesamt aber sehr variabel. Oft treten auf Kopf und Gliedmaßen cremefarbene Flecken auf, die sich manchmal auch bis auf den Rumpf ausdehnen. Bei P. volans incanus ist das Fell normalerweise graubraun, ähnlich wie beim Mittleren Großflugbeutler. Von dieser Art unterscheidet sich P. volans incanus durch seine Größe und die proportional größeren Ohren.

## Lebensraum und Lebensweise
Der Südliche Großflugbeutler lebt in verschiedenen Waldtypen, die in den meisten Fällen von Eukalyptusbäumen dominiert werden. Dazu gehören sowohl feuchte Wälder als auch trockene Wälder mit Hartlaubvegetation, Wälder mit hohen, alten Eukalyptusbeständen, westlich der Great Dividing Range auch in offene Wälder mit niedrigeren Bäumen. Insgesamt ist das Verbreitungsgebiet inselartig und nur in etwa 50 % der Wälder im Verbreitungsgebiet gibt es tatsächlich Südliche Großflugbeutler. Besonders wo es keine oder nur wenige Baumhöhlen gibt, fehlt die Art. In einigen Regionen kommt sie Art nur zusammen mit bestimmten Pflanzenarten vor. Dazu gehören der Zitroneneukalyptus (Corymbia citriodora) und Eucalyptus tereticornis. Die Tiere sind relativ sesshaft und nachtaktiv. Männchen bewohnen in der Regel ein 1,2 bis 4,4 ha großes Gebiet, das Wohnrevier der Weibchen ist mit 0,9 bis 1 ha deutlich kleiner. Die Wohnreviere von Männchen und Weibchen können sich überlappen, aber die Tiere vermeiden Begegnungen außerhalb der Fortpflanzungszeit. Mit ihren Gleitflügen können sie Distanzen von bis zu 100 Metern überwinden.

## Ernährung

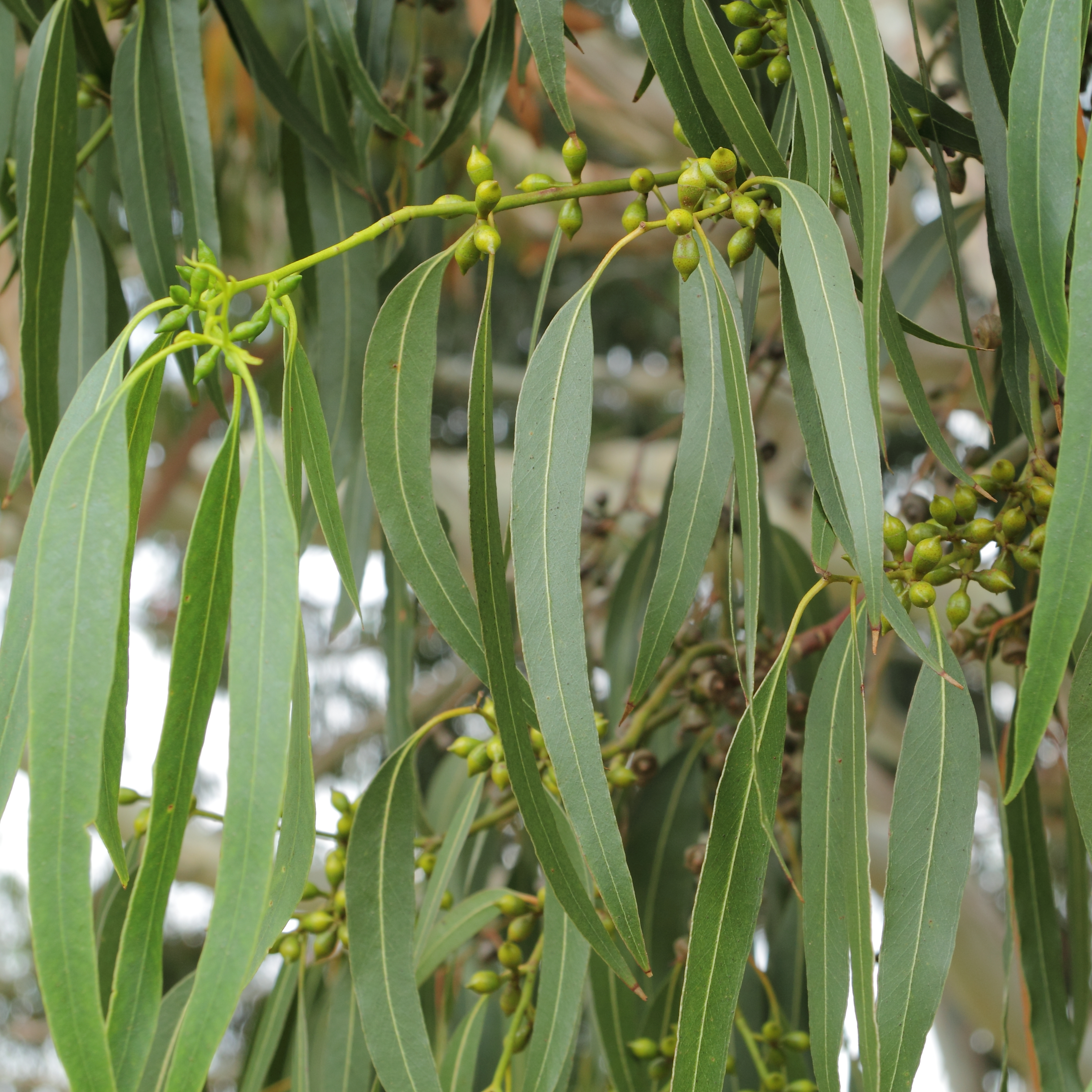
Blätter des Breitblättrigen Eukalyptus

Der Südliche Großflugbeutler ernährt sich vor allem von jungen Blättern, Knospen und Blüten von Eukalyptusbäumen und von anderen Baumarten aus der Familie der Myrtengewächse. Vor allem die Blätter der Eukalyptenuntergattung Monocalyptus werden verzehrt. Weniger wichtig sind die Blätter der Eukalyptenuntergattung Symphyomyrtus und von Corymbia. Wichtige Nahrungspflanzen sind Eucalyptus cypellocarpa, Breitblättriger Eukalyptus (E. dalrympleana), E. fastigata, E. globoidea, E. moluccana, E. obliqua, E. ovata, Pfefferminz-Eukalyptus (E. radiata), Riesen-Eukalyptus (E. regnans), E. tereticornis und Rutenförmiger Eukalyptus (E. viminalis). Außerdem werden hin und wieder Blätter von Akazien und von Amyema, sowie Knospen und junge Zapfen der Monterey-Kiefer (Pinus radiata) gefressen. Amyema ist eine artenreiche Gattung von Misteln, die zur großen Familie der Riemenblumengewächse gerechnet werden. Im östlichen Australien parasitiert beispielsweise Amyema pendulum auf verschiedenen Eucalyptus-Arten. Meistens fressen die Tiere hoch oben in den Baumwipfeln. Von dort können sie auch die längsten Gleitflüge unternehmen. In einer Nacht werden in den meisten Fällen nur drei bis sechs Bäume zum Fressen aufgesucht. Es handelt sich dabei aber immer um Bäume unterschiedlicher Arten. Der geringe Nährgehalt der Blattnahrung, der kleine Magen der Tiere und die lange Zeit, die zur Verdauung benötigt wird, bewirken, dass der Südliche Großflugbeutler wie alle Ringbeutler ein relativ träges Tier ist, das nur 25 bis 30 % der Zeit aktiv mit Nahrungssuche oder sonstigen Aktivitäten verbringt und ansonsten ruht oder schläft.

## Fortpflanzung
Die Jungtiere des Südlichen Großflugbeutlers werden von März bis Juni geboren mit einer Häufung im April und im Mai. Die Jungtiere bleiben die ersten 90 bis 120 Tage im Beutel der Mutter, etwa 90 Tage nach der Geburt werden sie hin und wieder auch auf dem Rücken transportiert. Sie werden mit einem Alter von zehn bis elf Monaten selbstständig. Wahrscheinlich bleiben viele Jungtiere zunächst im Revier der Mutter. Das Geschlechterverhältnis von 1,6:1 zugunsten der Weibchen unter den Jungtieren ist eventuell darauf zurückzuführen, dass die Sterblichkeitsrate bei männlichen Jungtieren aufgrund von aggressivem Verhalten durch die Väter oder anderer Männchen höher ist. Die Jungtiere werden im zweiten Lebensalter geschlechtsreif. Weibchen können jedes Jahr gebären, aber nur 60 bis 75 % der ausgewachsenen Weibchen bekommen auch ein Jungtier. Ob sich auch die Männchen an der Aufzucht der Jungtiere beteiligen, ist unbekannt.

## Gefährdung
Der Südliche Großflugbeutler gilt als „ungefährdet“ (Least Concern), reagiert jedoch empfindlich auf Abholzungen. Da er auf alte Baumbestände angewiesen ist, in denen Baumhöhlen vorhanden sind, werden nachwachsende Wälder nur sehr langsam wieder besiedelt. Besonders im Süden des Verbreitungsgebietes leidet die Population des Südlichen Großflugbeutlers durch die Nachstellungen des Riesenkauzes (Ninox strenua).